# Šupina (rybovití obratlovci)

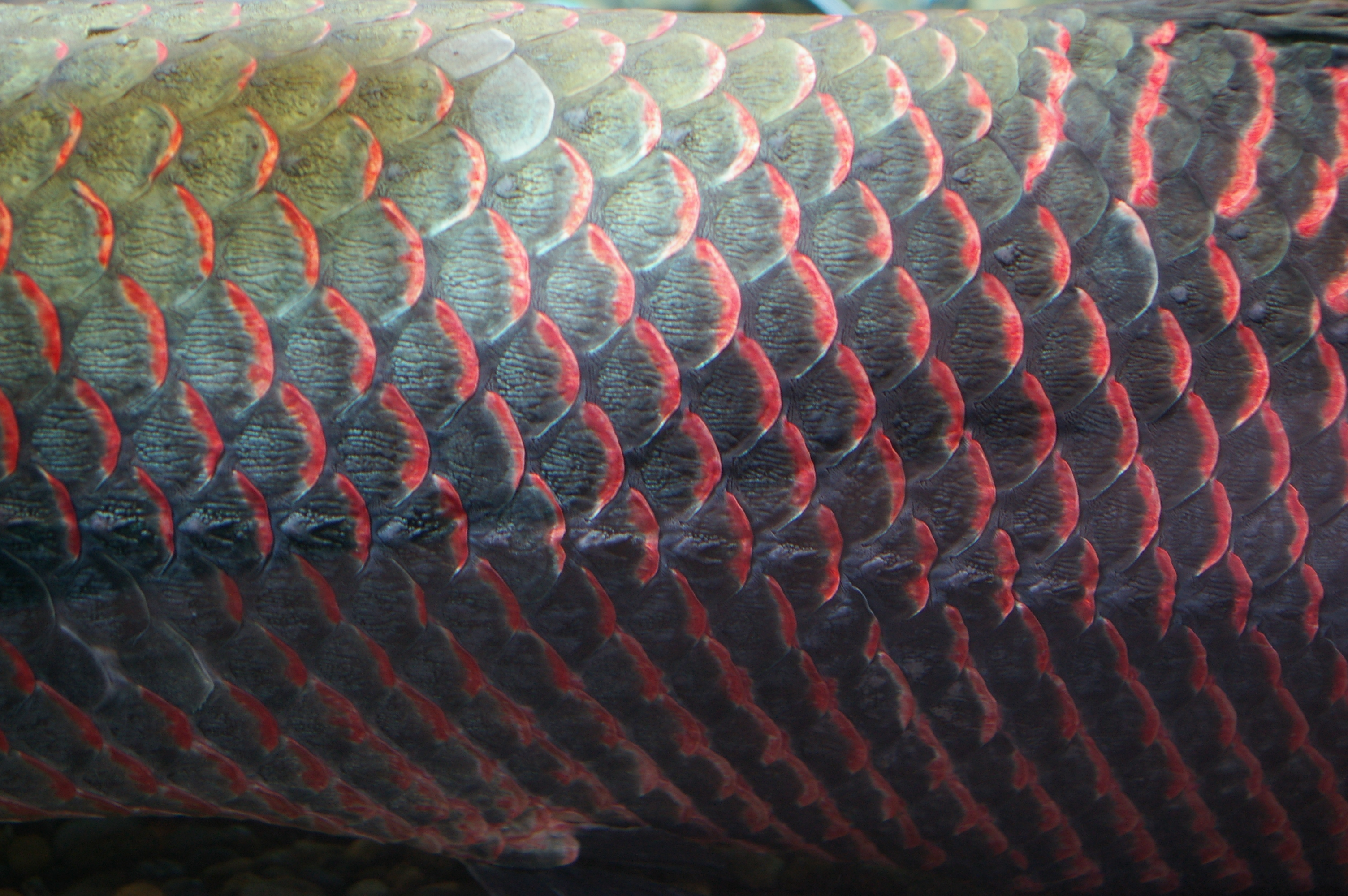
Šupiny arapaimy velké (Arapaima gigas)

Šupiny rybovitých obratlovců se nacházejí na povrchu těla a vznikají jako deriváty kůže. Jejich primární funkcí je především ochrana. U různých skupin se vyvinuly různé modifikace šupin, v některých případech dochází k jejich redukci nebo i k úplné absenci. Vyskytují se u ryb a paryb, nikoli však u kruhoústých. Základními typy šupin jsou zašpičatělé plakoidní šupiny paryb, masivní kosmoidní resp. ganoidní šupiny u primitivních svaloploutvých resp. paprskoploutvých ryb a odlehčené pružné cykloidní nebo ktenoidní šupiny moderních ryb, hlavně kostnatých (Teleostei). 

## Typy šupin

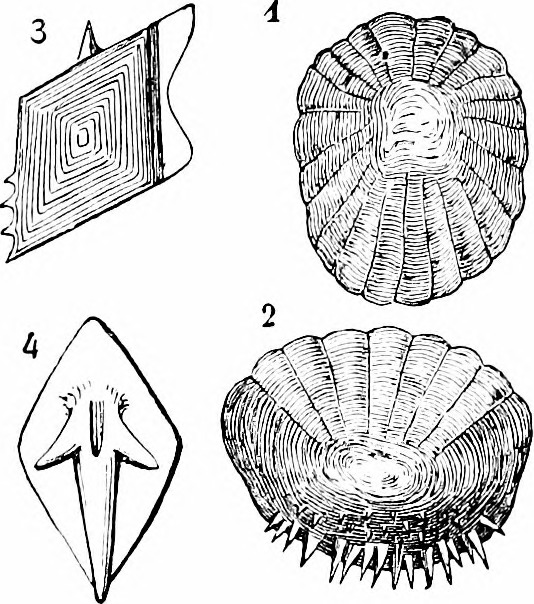
Schéma základních druhů šupin: 1 - cykloidní, 2 - ktenoidní, 3 - ganoidní, 4 - plakoidní

Šupiny vodních čelistnatců lze rozdělit do čtyř základních typů: ostré plakoidní šupiny u paryb, masivní kosočtverečné kosmoidní a ganoidní šupiny archaických kostnatých ryb a z nich odvozené odlehčené pružné elasmoidní šupiny (se dvěma podtypy: cykloidní a ktenoidní). Ganoidní a elasmoidní šupiny mají původ kompletně ve škáře, plakoidní a kosmoidní šupiny jsou kryty sklovinou nebo sklovině příbuznou tkání produkovanou pokožkou (tedy ektodermem). 

Čtyři základní typy šupin.
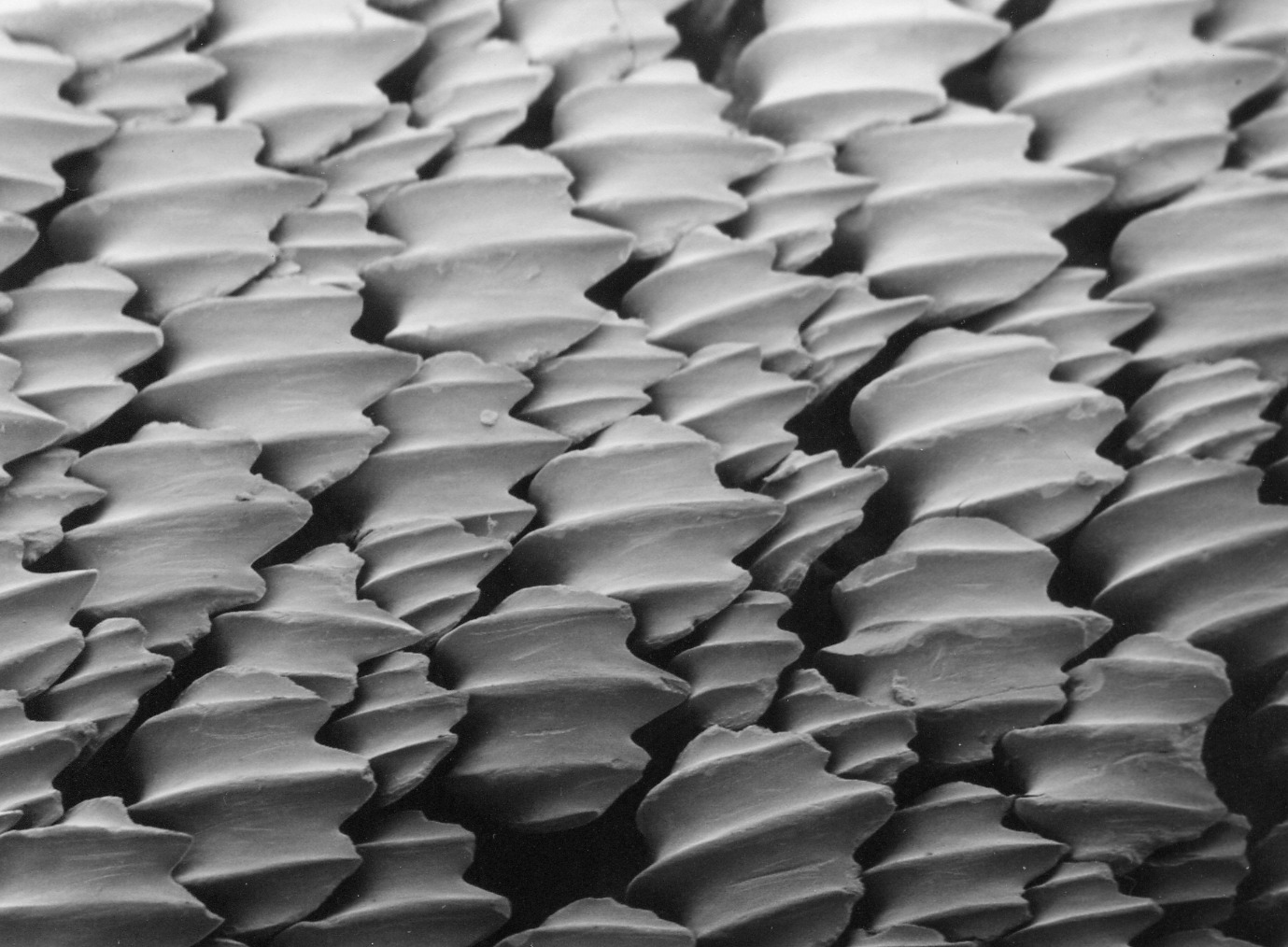
plakoidní šupiny žraloka citrónového (Negaprion brevirostris)
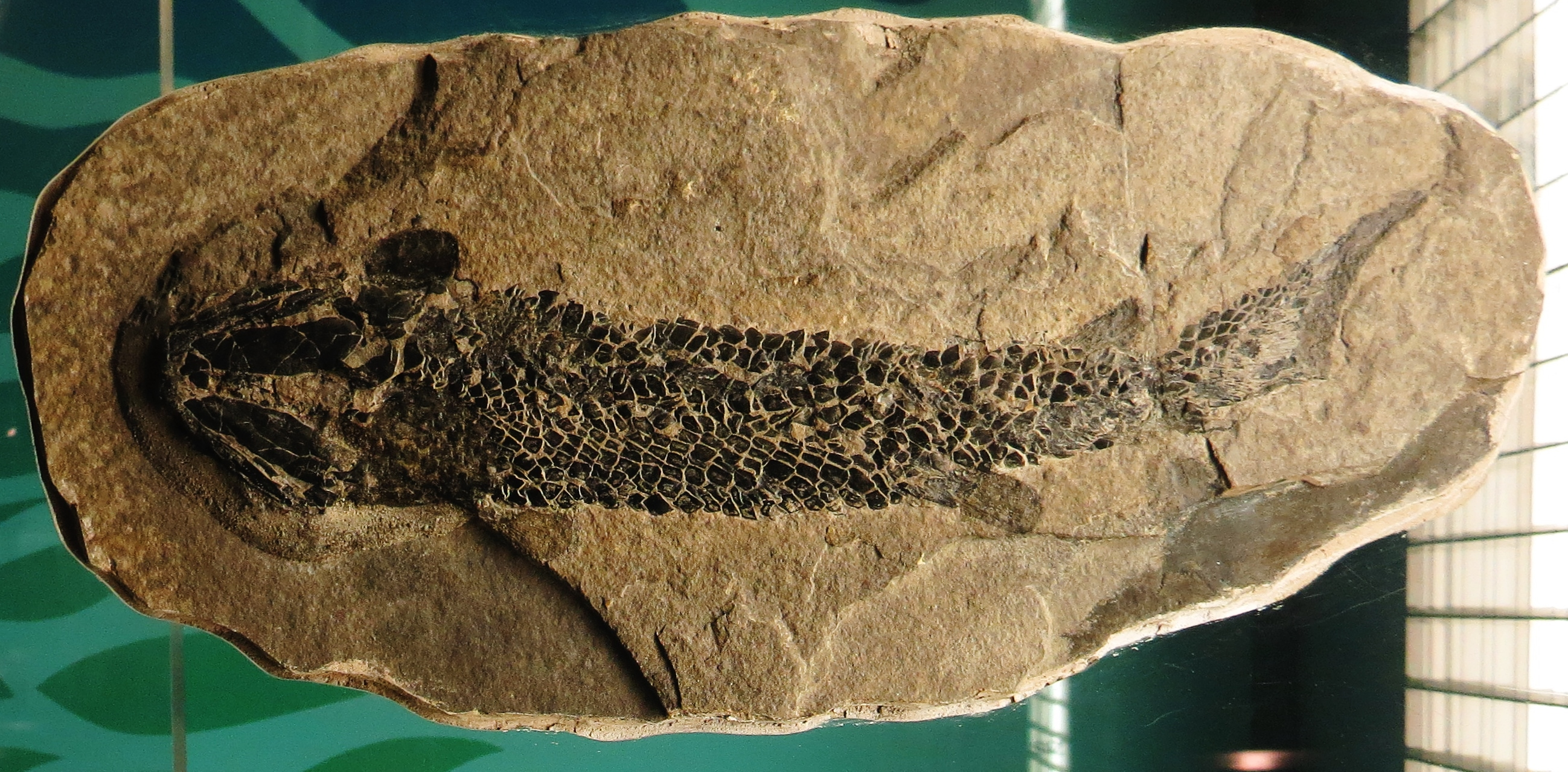
Osteolepis měl tělo kryto kosmoidními šupinami
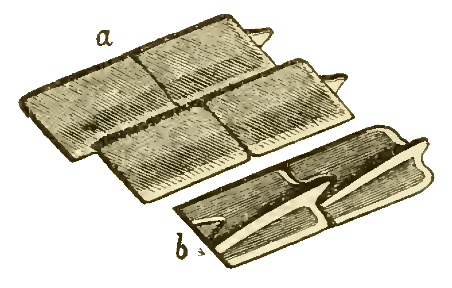
ganoidní šupiny karbonské paprskoploutvé ryby Amblypterus striatus (nákres)
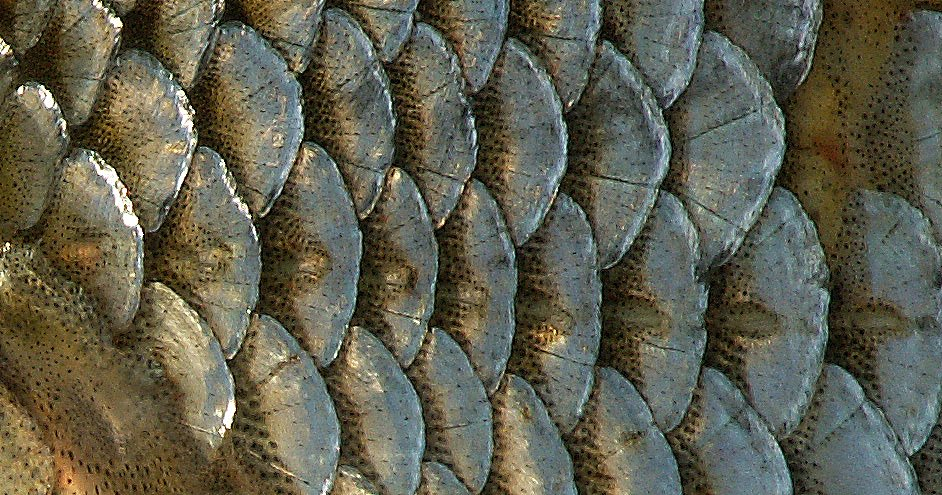
cykloidní šupiny plotice obecné (Rutilus rutilus)

### Plakoidní šupiny
Plakoidní šupiny jsou charakteristické pro paryby. Kostěnými bazálními destičkami jsou ukotveny ve škáře, odkud vyčnívají nad povrch kůže jejich trnovité výběžky podoby ukloněného kužele. Všechny šupiny jsou zpravidla otočené směrem k ocasu a díky tomu je povrch těla krytý těmito šupinami hladký směrem od hlavy k ocasu a drsný opačným směrem.
Stavba plakoidních šupin je velmi podobná stavbě zubů čelistnatců, se kterými jsou homologní: předpokládá se, že zuby vznikly modifikací plakoidních šupin. Povrch plakoidních šupin je kryt silně mineralizovanou tkání považovanou tradičně za tvrdou modifikaci dentinu (tzv. vitrodentin) nebo za tkáň blízkou sklovině, enameloid. Podobně jako pravá zubní sklovina vzniká diferenciací buněk pokožky, oba typy hypermineralizované tkáně jsou tedy ektodermálního původu. Zbývající části šupiny mají původ ve škáře (dermis) a jsou tedy původu mezodermálního. Pod vitrodentinem se nachází standardní zubovina zvaná osteodentin s vyšším podílem organické hmoty, která vyplňuje jemné kanálky navazující na dřeňovou dutinu. Osifikace osteodentinu probíhá díky činnosti speciálních buněk, odontoblastů. V kůži je šupina uchycena destičkou z bezbuněčné (acelulární) kostní tkáně. Plakoidní šupiny jsou tak jediným útvarem v těle paryb, kde se nachází kostní tkáň. Uvnitř plakoidní šupiny (stejně jako uvnitř zubu) se nachází dřeňová dutina (pulpa) vyplněná pojivovou tkání, do které zabíhají cévy a nervy.
Plakoidní šupiny umožňují efektivnější a hladší proudění vody kolem těla (omezují turbulentní proudění) a znemožňují drobným živočichům přichytit se na kůži; z toho důvodu je předmětem výzkumu tvorba podobného syntetického povrchu pro trupy lodí.

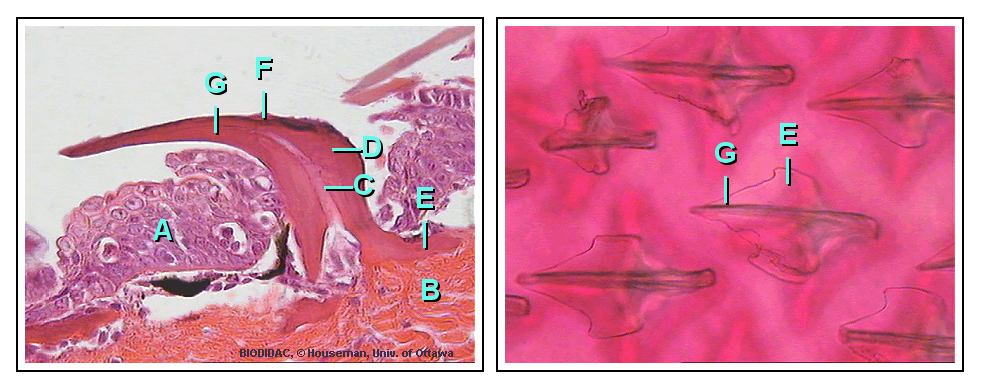
plakoidní šupina žraloka - podélný řez (vlevo) a pohled shora (vpravo): A - pokožka (epidermis), B - škára (dermis), C - dřeňová dutina (pulpa) jíž vystupují cévy a nervy, D - zubovina (osteodentin), E - bazální destička, F - sklovina (vitrodentin), G - trnovitý výběžek

### Kosmoidní šupiny
Typické kosmoidní šupiny můžeme nalézt pouze u vyhynulých zástupců třídy svaloploutví, recentní druhy této skupiny již mají šupiny do značné míry pozměněné směrem k leptoidním šupinám cykloidního typu (viz níže). Evolučně původní typ kosmoidní šupiny byl tvořen vespod hutnou lamelární kostí (tzv. izopedin), nad kterou se nacházela vrstva houbovité kosti. Povrch pak byl tvořen hlavně silnou vrstvou porézního dentinu (zvaného kosmin) překrytého jen slabou vrstvičkou skloviny (označované nejčastěji jako vitrodentin).

### Ganoidní šupiny

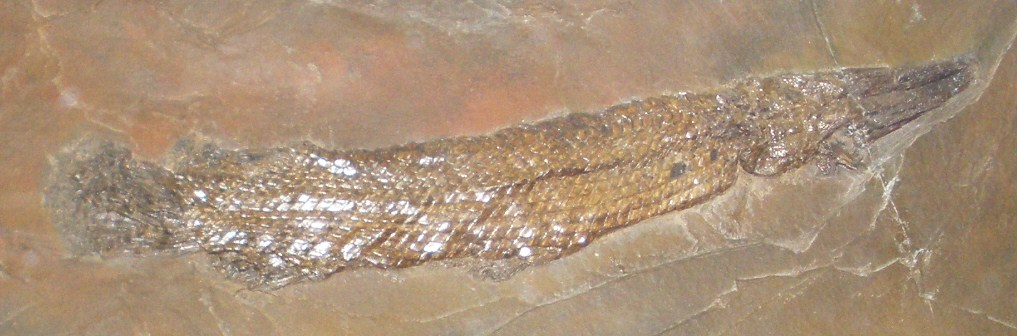
Lesklé kosočtverečné ganoidní šupiny fosilního kostlína

Ganoidní šupiny jsou původní formou šupin u paprskoploutvých ryb, zachovaly se však jen u bichirů, jeseterů (hlavně na kořeni ocasu, jinak jsou jeseteři takřka bez šupin) a kostlínů. Tyto šupiny mají tvar pevných lesklých kosočtverečných destiček, které jsou kryté vícevrstevnou sklovinou zvanou ganoin. Pod ganoinem se původně nacházela i vrstvička dentinu (která je však často redukovaná) a ve spodní vrstvě pak lamelární kost (izopedin).

### Leptoidní šupiny
Leptoidní (též elasmoidní) šupiny se vyskytují především u ryb ze skupiny kostnatí (Teleostei), konvergentně ale vznikly i u recentních svaloploutvých ryb a kaprounů. Leptoidní šupiny nemají tvrdý, sklovinou tvořený povrch (snad až na hroty osténků u ktenoidních šupin). Oproti ganoidní šupině, ze které jsou u kostnatých odvozeny, jsou celkově ztenčené, tvořené pouze tenoučkou lamelární kostí, navíc slaběji mineralizovanou, ve spodní části je kolagenní vazivo. Na rozdíl od ostatních typů šupin se leptoidní šupiny překrývají podobně jako tašky na střeše, a to vždy tak, že šupiny blíže hlavě překrývají šupiny blíže k ocasu, čímž se snižuje odpor vody.
 

Zejména u ryb žijících v oblastech s výraznou sezonalitou vytvářejí díky odlišné rychlosti růstu v různých ročních obdobích typické soustředné kruhy, které lze přirovnat k letokruhům u stromů. Vyskytují se ve dvou základních formách – cykloidní a ktenoidní. Cykloidní šupiny jsou vývojově starší a mají hladký vnější povrch. Typickými představiteli ryb s tímto druhem šupin jsou například máloostní nebo lososotvární. Ktenoidní šupiny mají jemně ozubený vnější okraj. Objevují se obvykle u vývojově mladších skupin ryb, ke kterým lze řadit například ostnoploutvé.

Různé typy leptoidních šupin
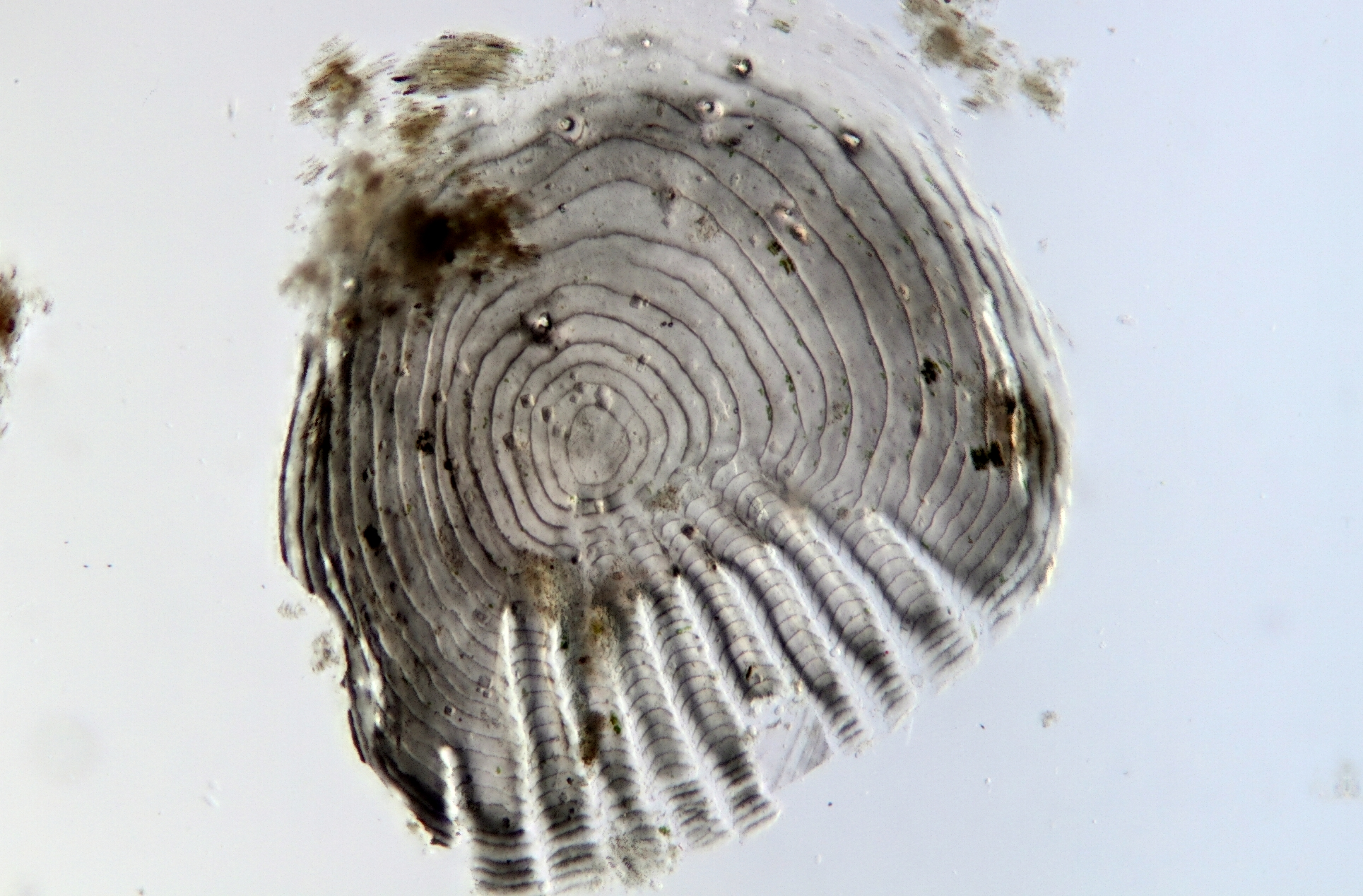
Cykloidní šupina pavího očka (dolní členitá část je za živa zanořená do škáry).
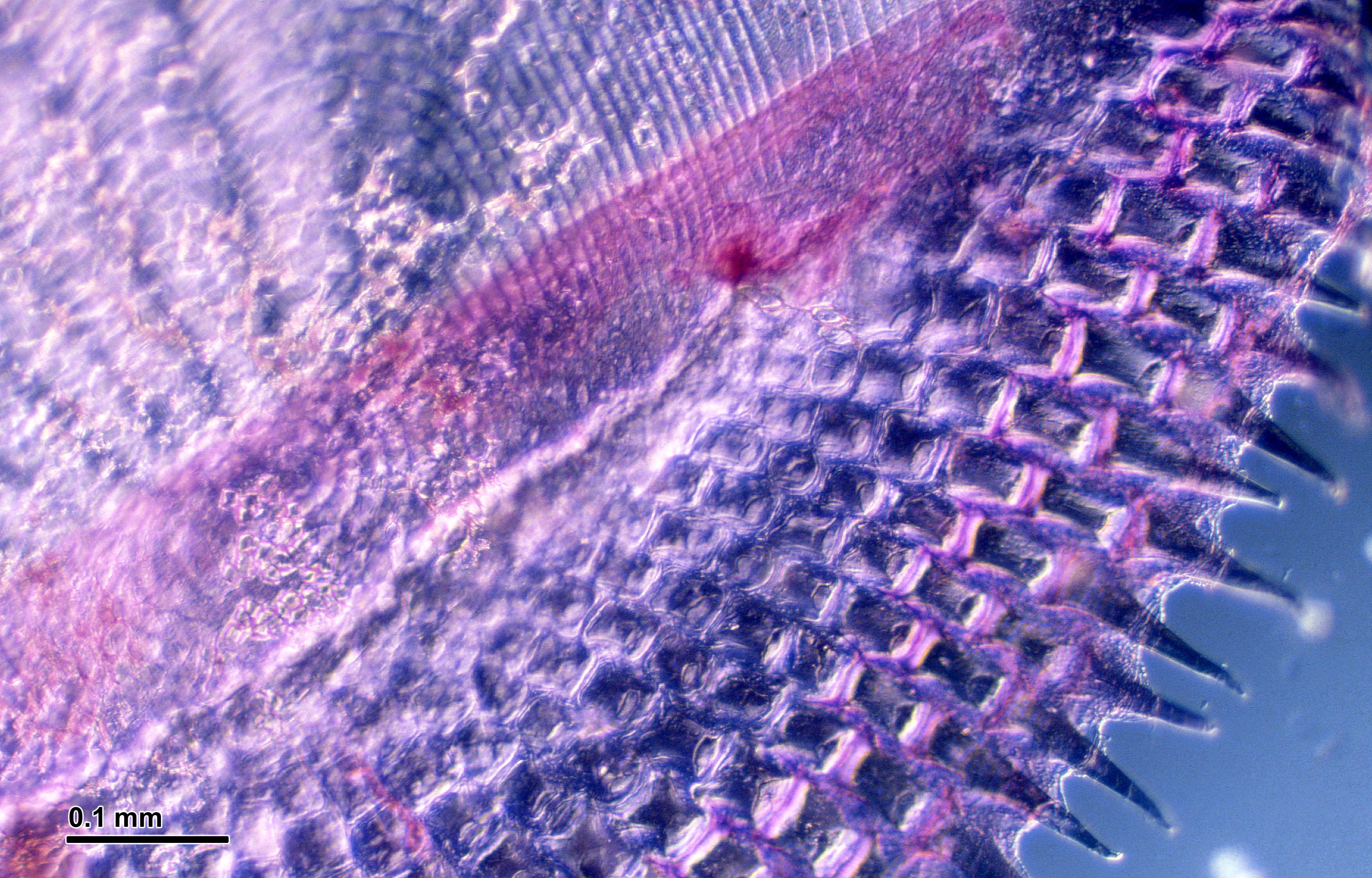
Ktenoidní šupina pod mikroskopem.
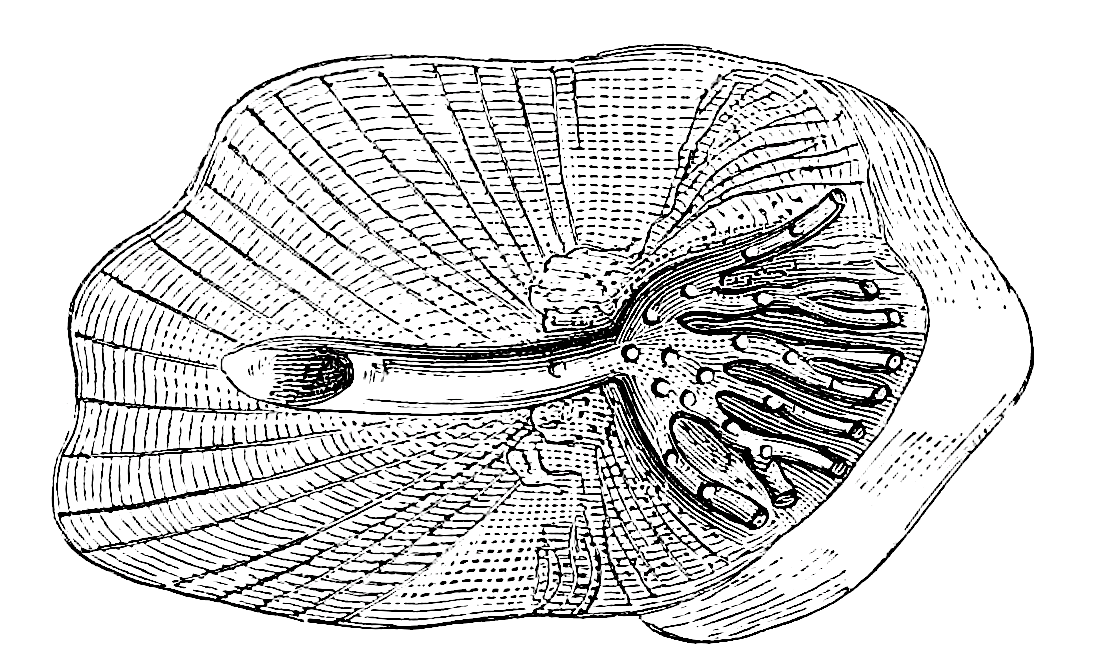
Šupina, kterou prochází kanálek postranní čáry.